# Emil Pleissner
Emil Pleissner, född 23 maj 1913 i Plauen, död 19 november 1948 i Landsberg am Lech, var en tysk SS-Hauptscharführer och dömd krigsförbrytare. 

## Biografi
Pleissner var från 1934 till 1937 kommenderad till koncentrationslägret Dachau. År 1938 kom han till Buchenwald och blev där Blockführer. Från mars 1942 till februari 1943 var Pleissner chef för lägrets krematorium. Han tillhörde även Kommando 99, som verkställde avrättningarna i lägret. Från 1943 till krigsslutet i maj 1945 stred Pleissner i en pansardivision inom Waffen-SS.
Efter andra världskriget greps Pleissner och ställdes 1947 tillsammans med 30 andra misstänkta krigsförbrytare inför rätta vid Buchenwaldrättegången. Den 14 augusti 1947 dömdes Pleissner till döden genom hängning. Trots flera nådeansökningar avrättades han i Landsbergfängelset den 19 november 1948.